# Blind bird
「Blind bird」（ブラインド・バード）は2009年3月18日に発売された成田圭の通算1枚目のマキシシングル。
「無欲の勝利」（むよくのしょうり）をカップリング曲に収録している。

## 解説
- 日本テレビ系オーディション番組『歌スタ!!』メジャーデビュー第26弾。同番組2008年2月度オープニングテーマ[2]。
- キャッチフレーズは、「彼女の歌声は「癒し」ではない。その一歩先の「救い」です。」[3]。
- ディスクは、CDおよびミュージック・ビデオを収録したDVDの2枚組。
- CDジャケットは、リーフレット・カラー4頁仕様。表紙は、長野の雪山が舞台。表面は雪中の木立を背景に画面左側に淡褐色コート姿で手袋を嵌めて手を合わす成田の右側面上半身が配されている。裏面は雪中の林を背景に、赤色系スカートにブーツ姿で天を仰ぎながら直立する全身像左側面がやや遠景で写し出されている。撮影はスージー、デザインは正木彩。
- プロデュースは、崎谷健次郎。
- コンピューター・プログラミング：崎谷健次郎。
- マスタリング・エンジニア：宮本茂男（THE MASTER）。
- DVDについては、プロデュースは児玉正則。プロダクションはEiESCREAMである。
  - Blind bird (Music video)は、CDジャケットとストリングスに関連した内容の映像となっている。
  - ディレクター：くぼめぐ、カメラ：安田光、スタイリスト：岡本順子、ヘア&メイキャップ：丹羽寛和、エディター：北平誠治である。

1. Blind bird
  - 日本テレビ系オーディション番組『歌スタ!!』2008年2月度オープニングテーマ。
  - 日本テレビ系音楽番組『MUSIC FIGHTER』2008年3月度パワープレイ。
  - 成田が「歌スタ!!」オーディションでデビュー合格した際[4] のプレゼンテーション・ソングである。
  - 2009年5月～6月に、崎谷健次郎のライヴツアー"MUSICA / rainy garden"にゲストボーカル[5][6] として帯同し、披露した。
  - ミックス：森元浩二。
  - キーボード、コーラス：崎谷健次郎。
  - ギター：石成正人。
  - ストリングス：弦一徹ストリングス。
2. 無欲の勝利
  - 成田が「歌スタ!!」オーディションの審査員合格した際[7] に披露したDREAMS COME TRUEの曲「大阪LOVER」に触発され、制作された曲である[8]。デビュー合格した際[9] のプレゼンテーション・ソングである。
  - 作詞したKenn Katoは「1番だけ歌スタ用に書いたんだ。続きはお楽しみに」とプロデューサーの崎谷に応じたが、「（詞の内容が）思いきりよ過ぎてBlind birdとあまりに世界観が違うからこの1番を2番にしてくれ、って話しになった。」「苦心の揚げ句に書き上げた作品です。だからなんかいとおしい」とし、オリジナルの2番の展開は「めっちゃ笑えたんだけどね。封印したから教えなーい」としている。[10]。
  - ミックス：小杉麻樹
  - キーボード：崎谷健次郎。
  - ギター：福原将宜。

## 収録曲

### CD
1. Blind bird
作詞 : 松井五郎 / 作曲 / 編曲：崎谷健次郎
2. 無欲の勝利
作詞 ：Kenn Kato / 作曲 / 編曲：崎谷健次郎
3. Blind bird (Original Karaoke)
作曲 / 編曲：崎谷健次郎
4. 無欲の勝利 (Original Karaoke)
作曲 / 編曲：崎谷健次郎

### DVD
1. Blind bird (Music video)